# امبودو (نیومکزیکو)
امبودو (به انگلیسی: Embudo) یک منطقهٔ مسکونی در ایالات متحده آمریکا است که در شهرستان ریو آریبا، نیومکزیکو واقع شده‌است.